# Moteur à décompression
 (avril 2010).
Si vous disposez d'ouvrages ou d'articles de référence ou si vous connaissez des sites web de qualité traitant du thème abordé ici, merci de compléter l'article en donnant les références utiles à sa vérifiabilité et en les liant à la section « Notes et références ».
Le moteur à décompression est une classe rassemblant plusieurs types de système pneumatiques utilisés pour la fonction de moteur.

## Présentation
Cette classe est caractérisée par l'utilisation en entrée d'un gaz à une certaine pression, et par la restitution en sortie du gaz à une pression plus faible.
La décompression du gaz a été utilisée pour mettre en mouvement un solide.
Cette classe est créée par opposition à des moteurs qui réalisent successivement la compression puis la décompression d'un gaz, comme un moteur à combustion interne.

## Exemples de moteurs à décompression
- Turbine ;
- Moulin à vent ;
- Éolienne ;
- Moteur à air comprimé ;
- Vérin pneumatique ;
- Machine à vapeur
- Moteur à air chaud
  - moteur Ericsson
  - moteur Stirling